# Else-Merete Ross
Else-Merete Ross, född Helweg-Larsen 27 februari 1903 i Köpenhamn, död 1 mars 1976, var en dansk lektor, kvinnopolitiskt aktiv och politiker för Det Radikale Venstre. Hon var folketingsledamot 1960–1973.
Else Merete Ross var dotter till advokaten Albert Kristian Helweg-Larsen (1876–1952) och Berta Amalie Meincke (1881–1965). Hon tog studentexamen vid N. Zahles Skole 1922 och gifte sig med juristen Alf Ross 1923. Hon blev ämneslärare i tyska 1925, färdigutbildad ämneslärare i gymnastik från Statens Gymnastikinstitut 1928 och cand. mag. i tyska och gymnastisk från Köpenhamns universitet 1935. Hon var sedan anställd som timlärare på Øregård gymnasium 1935–1937 och lärare på Ordrup gymnasium 1937–1973. Från 1942 var hon adjunkt och från 1954 som lektor. Både som lärare och som kvinnopolitiskt aktiv arbetade hon för att ämnen som familjekunskap och sexualundervisning skulle införas i den danska läroplanen, samt för införandet av elevråd.
Ross var medlem i Dansk Kvindesamfund (DK) och bildade tillsammans med Anne Marie Nørvig, Lis Groes, Inga Dahlsgård och Birgit Begtrup en studiecirkel inom förbundet. Ross blev medlem i Danske Kvinders Nationalråd (DKN) 1948 och 1951 efterträdde hon Helga Pedersen som förbundsordförande. Genom denna befattning arbetade hon med frågor som utökad barnomsorg, införandet av sexualundervisning i skolan och familjeplanering samt med internationellt stöd till kvinnor i u-länder. Hon var DKN:s ordförande till 1962 och fortsatte som vice ordförande till 1963. Därefter var hon hedersmedlem i organisationen.
Partipolitiskt var Ross engagerad i det socialliberala partiet Det Radikale Venstre och var folketingsledamot 1960–1973. Hon innehade även flera internationella uppdrag, bl.a. som dansk delegat i Natos parlamentariska församling (North Atlantic Assembly) 1961–1971, ledamot i Europarådet (1964–1971), dansk FN-delegat (1970–1973) och dansk delegat i Interparlamentariska unionen. Hon satt i Folketingets utrikesnämnd och var sitt partis försvars- och bostadspolitiska talesperson. Hon engagerade sig även i danskt u-landsbistånd som ledamot i Rådet for teknisk samarbejde med ulandene (1962–1971). Hon var även ledamot i Nationalkommissionen for UNESCO (1949–1970) och i den danska regeringens utredning om sexualupplysning (1961–1969). Hon var en tidvis kontroversiell politiker som ofta tog parti för svagare grupper i samhället, som kvinnor, barn, homosexuella, vapenvägrare samt socialt och ekonomiskt utsatta människor. Hennes jungfrutal i Folketinget behandlade bl.a. homosexuellas villkor i samhället och hon var en av de första politikerna i Danmark som tog parti för HBT-personers rättigheter. Hon arbetade bl.a. för en avkriminalisering av homosexuella prostituerade. Hon var en av initiativtagarna bakom avkriminaliseringen av bildpornografi 1969 och införandet av fri abort 1973. Hon var även en skarp kritiker av Politiets Efterretningstjeneste och dess registrering av danska medborgare. Hon gav även sitt stöd till Amnesty Internationals arbete och var från 1966 hedersmedlem i den danska sektionen.